# Luis Bernardo Yepes
Luis Bernardo Yepes Osorio es un escritor, promotor de lectura y bibliotecólogo colombiano nacido en Medellín. Se dedica a la promoción de la lectura, la gestión bibliotecaria y la literatura infantil y juvenil en Colombia y América Latina. Ha ocupado cargos directivos en instituciones bibliotecarias de Medellín y ha recibido reconocimientos por su labor profesional.

## Formación académica
Egresado de la Escuela Interamericana de Bibliotecología de la Universidad de Antioquia como bibliotecólogo. Obtuvo el título de Especialista en Gestión Pública de la Escuela Superior de Administración Pública (ESAP) y realizó estudios de posgrado en Documentación en la Universidad Carlos III de Madrid, España. Completó estudios en Proyectos y Programas para la Formación de Formadores en la Institución Universitaria ESUMER (Colombia) y en Fundamentos Teóricos de Sistemas de Formación Empresarial en la Universidad de Pinar del Río "Hermanos Saíz Montes de Oca" (Cuba).

## Trayectoria profesional

### Carrera bibliotecaria
Su carrera profesional incluye los siguientes cargos:
Ha sido director de la sucursal Tren de papel en el barrio Florencia, perteneciente a la Biblioteca Pública Piloto de Medellín.
Director de la Biblioteca La Floresta de la Red de Bibliotecas del municipio de Medellín.
Instructor y formador de educadores en promoción de lectura para la Fundación Ratón de Biblioteca.
En el Departamento de Bibliotecas de COMFENALCO Antioquia ha ocupado los siguientes cargos:
- Director de biblioteca sucursal
- Coordinador del área de Fomento de la Lectura
- Jefe del Departamento de Bibliotecas

### Docencia
Ha ejercido como:
- Profesor de la Escuela Interamericana de Bibliotecología (Universidad de Antioquía).
- Profesor en el posgrado virtual de literatura y promoción de lectura de la Universidad Autónoma de Barcelona.
- Asesor, consultor y profesor del diplomado virtual de la Fundación Alfredo Harp Helú en Oaxaca, México.
- Conferencista en países de América Latina y España.

### Proyectos
Entre sus proyectos se encuentran:
- Cofundador de la Biblioteca Popular Aso 20 Nuevos Caminos en la comuna 13 de Medellín.
- Cofundador del programa radiofónico Revista Bibliotecaria, transmitido por la Emisora Cultural de la Universidad de Antioquia.
- Reseñista de literatura infantil y juvenil para medios de comunicación colombianos.
- Creador de los Encuentros Nacionales de Promotores de lectura, Comfenalco Antioquia-Alcaldía de Medellín.
- Consultor en proyectos de fomento lector y biblioteca pública.
- Asesor de la Fiesta del Libro de Medellín y del Salón del libro infantil.
- Asesor y consultor de la Feria del Libro de El Retiro, Antioquia.

## Pensamiento profesional

### Concepción de la promoción lectora
Yepes Osorio define al promotor de lectura como una figura que trasciende lo profesional, señalando que "es un ser que, si no se mete en todo porque todo le importa, por lo menos lo intenta o lo piensa".
Su trabajo enfatiza la necesidad de políticas públicas en favor de la lectura y la escritura, considerando que "la lucha en este siglo es por la creación y vigilancia de políticas públicas" que garanticen condiciones para los promotores de lectura.

### Filosofía bibliotecaria
Su concepción sobre la biblioteca pública es de carácter democrático:

Concibe la biblioteca como el bastión democrático social más valioso que ha creado el ser humano y al que para ingresar no se requiere certificación, ni pagar un ingreso o matrícula. Tampoco se necesita ningún grado de conocimiento o de inteligencia, no importa si se es negro, blanco, amarillo, católico, protestante, ateo, de izquierda, de derecha, enano o gigante.
Sobre su concepto de biblioteca pública

Yepes plantea críticas sobre el desarrollo bibliotecario en América Latina y propone bibliotecas que se adapten a las "circunstancias y necesidades de lectura e información de los habitantes".

### Perspectiva sobre la escritura
Como escritor, considera que el oficio literario requiere condiciones específicas:

Es tener tiempo, vivienda y alimento para hacerlo con calma, se necesita pensar cada día en lo que se está escribiendo, irlo creando en la mente. Además, la escritura es un diez por ciento de escribir en el papel (así sea electrónico), y un noventa por ciento de corregir lo escrito, y de guardar y sacar y volver a guardar periódicamente manuscritos hasta que estén curados.
Luis Bernardo Yepes Osorio

## Obra

### Trayectoria literaria
Su carrera como escritor incluye los siguientes reconocimientos:
- Finalista en el Concurso Nacional de Cuento Infantil Comfamiliar del Atlántico con "Bolas en el cielo".
- Finalista en el Concurso Internacional de Cuento Corto Álvaro Cepeda Samudio 2006 con "Plagio".
- Primer puesto en el Concurso Nacional de Comfamiliar del Atlántico (2003) con "El señor del paraguas".

La Fundación Germán Sánchez Ruipérez (España) publicó sus microcuentos: "El sicario", "El diario", "El tubo" y "Decreto". Su relato "El viejo malabarista" fue incluido en la antología del cuento colombiano publicada por la Universidad del Valle.

### Publicaciones literarias
Su obra narrativa incluye:
- Bolas en el cielo (Colombia: Comfamiliar del Atlántico, 2000)
- El señor del paraguas (Colombia: Comfamiliar del Atlántico, 2003)
- El hombre del paraguas, ilustrado por Maryanne Vaughan (Colombia: Panamericana Editorial, 2017)
- Caperucita Roja y el profesor Lobo (Colombia: Panamericana Editorial, 2015)
- La señora Estrellas y letras, ilustrado por Maryanne Vaughan (Colombia: Panamericana Editorial, 2016)
- El viejo malabarista (Colombia: Universidad del Valle, 2016; versión ilustrada por Maryanne Vaughan, Panamericana Editorial, 2019)
- Calles de amor y de muerte (Colombia: Editorial Bronce, 2022)
- El mejor tío del mundo, ilustrado por Maryanne Vaughan (Colombia: AS Ediciones, 2022)
- Para comerte mejor, con dibujos y viñetas de Manuela Correa (Colombia: Sílaba Editores, 2024)

### Ensayos y obras técnicas
Sus publicaciones profesionales incluyen:
- Propuesta para un taller sobre materiales de lectura para niños y jóvenes (Consejería para Medellín, 1994)
- La promoción de la lectura: conceptos, materiales y autores (Medellín: COMFENALCO; Universidad de Antioquía, 1997)
- Proyectos institucionales de promoción de la lectura (Medellín: COMFENALCO; Universidad de Antioquía, 1998)
- No soy un gángster, soy un promotor de lectura y otros ensayos (Medellín: Fondo Editorial Comfenalco, 2005)
- La promoción de la lectura en Medellín y el área metropolitana: algo en broma muy en serio (Medellín: Fondo Editorial Comfenalco, 2005) [En coautoría]
- Consideraciones políticas en torno a la biblioteca pública y la lectura (Medellín: Fondo Editorial Comfenalco, 2007)
- La promoción de la lectura en tiempos aciagos (Medellín: Fondo Editorial Comfenalco, 2010)
- No soy un gángster, soy un promotor de lectura (Colombia: Panamericana Editorial, 2013)

### Investigaciones
Ha dirigido y participado en las siguientes investigaciones:
- Diagnóstico de La promoción de la lectura en la Biblioteca Pública de Medellín y su Área Metropolitana (Medellín: Universidad de Antioquia, 1994) [En coautoría con Didier Álvarez y Adriana Betancur]
- La gestión de la biblioteca escolar del sector público a la luz de la legislación colombiana (Medellín: ESAP, 1997)
- Impacto de las actuaciones de fomento de la lectura en el servicio de préstamo de la biblioteca municipal de Peñaranda de Bracamonte gestionada por la Fundación Germán Sánchez Ruipérez (Madrid: Universidad Carlos III, 2004)

### Artículos académicos
Entre sus artículos publicados se encuentran:
- "Nuevas tendencias en Bibliotecología y Ciencia de la Información: Una Revisión de Literatura" (Revista Interamericana de Bibliotecología, 1991) [En coautoría]
- "Fundación Ratón de Biblioteca: Una experiencia para Prevenir y Reír" (Revista Latinoamericana de Literatura Infantil,1992)
- "Un hilo ha quedado tejido para siempre: Enfoque del programa radial Revista Bibliotecaria" (Revista Interamericana de Bibliotecología, 1993)
- "La lectura en la biblioteca" (Caminos a la lectura, programa PIALI, México, 1995)
- "Estatua y actitud: el juego del bibliotecario escolar" (Revista Interamericana de Bibliotecología, 1997)
- "La lectura: un asunto de ángeles y demonios" (Revista Interamericana de Bibliotecología, 1997)
- "La biblioteca pública en América Latina: algunos elementos para su revaloración" (Hojas de lectura, Fundalectura, Colombia, 1998) [En coautoría]
- "La animación a la lectura un viejo invento" (Revista Lectura y vida, 2000; republicado en El Bibliotecario, México, 2006)
- "Formación de educadores para la promoción de la lectura, la experiencia de Comfenalco Antioquia, Colombia" (Revista Educación y Biblioteca, 2000)
- "Lema y misión social de la biblioteca pública en Colombia, con aplicación a todas las bibliotecas de América latina" (Revista Educación y Biblioteca, 2001)
- "La biblioteca pública en América Latina: algunos elementos para su revaloración" (Bibliotecas públicas y escolares, Fundalectura, 2001)
- "La encrucijada del siglo XXI: la promoción de la lectura" (Revista CLIJ, 2001)
- "Las caperucitas que faltaron en mi infancia" (Revista CLIJ, 2001)
- "Biblioteca y lectura en la Colombia del 2001: para herir susceptibilidades" (Revista Interamericana de Bibliotecología, 2001)
- "La promoción de la lectura en coexistencia con los servicios de información ciudadana y comunitaria" (Revista Interamericana de Nuevas Tecnologías de la Información, Universidad Javeriana, 2002)
- "Lygia Bojunga Nunes, la maga brasileña" (Revista CLIJ, 2004)
- "El hogar como caldo de cultivo y la formación de lectores" (Revista Educación y Biblioteca, 2004)
- "Clubes de lectura para hacer jóvenes invencibles" (Memorias 7º Congreso Nacional de Lectura, 2006; publicado como monografía por Fondo Editorial Comfenalco, 2008)
- "Promoción de lectura y democracia" (Revista Barataria, 2007)
- "La promoción de la lectura con padres de familia: una apuesta que la escuela puede ganar" (Escuela y lectura: propuestas de expertos para propiciar la lectura en la escuela, 2007)
- "La lectura en la educación inicial: al encuentro de la democracia extraviada" (Fondo Editorial Comfenalco, 2009)
- "Los escritores de LIJ colombiana de los ochenta y los noventa hoy" (Nuevas hojas de lectura, Fundalectura, Colombia, 2009)
- "La promoción de la lectura: conceptos y practicas sociales" (Jóvenes lectores, caminos de formación, CERLALC, 2013)
- "En la promoción de la lectura los materiales son lo que cuentan, lo demás son andaderas" (Ir más allá de la selección y evaluación de materiales de lectura infantiles y juveniles, Panamericana, 2014)
- "Ciudadanía y lectura: cavilaciones" (Pórtico: Revista Literaria, Costa Rica, 2015)
- "Un júbilo llamado las aventuras de Pinocho de Carlo Collodi" (Las aventuras de Pinocho: historia de un títere de madera, Alcaldía de Medellín, 2019)

### Labor editorial
Ha sido editor académico de:
- "Colección Fomento de la lectura", cuatro títulos, 2007- 2008
- "Colección Biblioteca Pública Vital" Dieciséis títulos. 2005 - 2016
- Palabras y silencios: Quince años de encuentros nacionales de promoción de lectura en Medellín (Colombia: Alcaldía de Medellín - Comfenalco Antioquia, 2021)

## Reconocimientos

### Reconocimientos individuales
- Premio Luis Floren Lozano, concedido por la Asociación de Egresados de la Escuela Interamericana de Bibliotecología de la Universidad de Antioquía (ASEIBI).
- Reconocimiento como uno de los "Espíritus libres del alma mater" por el programa de egresados de la Universidad de Antioquía.
- Reconocimiento de la Red Latinoamericana "Bibliotecarios con valor" (2022).

### Reconocimientos institucionales
Como parte de la Fundación Ratón de Biblioteca: 
- Premio Nacional Alejandro Ángel Escobar al mérito social (1992)
- Premio Patrimonio Cultural ciudad de Medellín (1992)

Como parte del Departamento de Bibliotecas de COMFENALCO Antioquía: 
- Premio Nacional a la Mejor Labor de Promoción de Lectura (Fundalectura, 1995)
- Certificación Normas ISO 9002 a los servicios de Fomento de la Lectura (2001)
- Premio a la Alfabetización Guust Van Wesemael otorgado por la IFLA (Federación Internacional de Asociaciones e Instituciones Bibliotecarias) (2001)

## Recepción crítica
El escritor Antonio Orlando Rodríguez, Premio Alfaguara 2008, ha comentado sobre su trabajo:

El entusiasmo y la vitalidad de Yepes, su avidez para apropiarse de los nuevos conocimientos y su capacidad de comunicación me permitieron intuir que estaba ante un líder cultural en ciernes. [...] Su labor en el área de cultura y bibliotecas de Comfenalco Antioquía propició en él una mirada más abarcadora y creativa, estimuló el compromiso con la labor de los educadores y los bibliotecarios, y, sobre todo, alentó el deseo de apropiarse creativamente de las tendencias contemporáneas de una bibliotecología al servicio de las necesidades de la ciudadanía.
Antonio Orlando Rodríguez

Su trabajo ha sido reconocido en el ámbito de la reconceptualización de la biblioteca pública y en la profesionalización de la promoción lectora.